# Sebastián Zamora Medina
Sebastián Zamora Medina fue un militar español que intervino en la Guerra civil española.

## Biografía
Militar profesional, pertenecía al arma de Infantería. En julio de 1936 ostentaba el rango de capitán en el Regimiento de infantería «Albuera» n.º 16 de Lérida. Tras el estallido de la Guerra civil se mantuvo fiel a la República, oponiéndose a la rebelión militar. Junto al anarquista Hilario Esteban Gil fue uno de los jefes de la columna «Hilario-Zamora», organizada en Lérida el 21 de julio; la columna se internó en Aragón y logró ocupar Caspe tras derrotar a los guardias civiles y elementos rebeldes.
En diciembre de 1936 fue nombrado jefe de Estado Mayor de la recién creada 64.ª Brigada Mixta, unidad con la que permaneció durante algunas meses. En mayo de 1937 fue nombrado comandante de la 141.ª Brigada Mixta, en el Frente de Aragón. Posteriormente sirvió en el Estado Mayor del Ejército del Este, y también habría mandado por algún tiempo la 29.ª División. En agosto de 1938 fue nombrado comandante de la 16.ª División, en sustitución del anarquista Manuel Mora. Al frente de esta unidad participó en los durísimos combates de la batalla del Ebro. También tomó parte en la campaña de Cataluña, retirándose con su división hacia la frontera francesa.
La contienda también afectó personalmente a Sebastián Zamora: durante el bombardeo de Lérida, en noviembre de 1937, una de sus hijas falleció y otra resultó gravemente herida. A pesar de ello, poco después intervendría en la radio con un discurso que apaciguó los ánimos y contribuyó a evitar represalias.
Tras el final de la contienda marchó al exilio en Francia. Posteriormente se trasladaría a México, junto a otros militares republicanos.